# Forte da Bica
O Forte da Bica localizava-se na ilha de Itaparica, (Bahia) no litoral do estado brasileiro da Bahia.

## História
No contexto da Guerra da independência do Brasil (1822-1823), esta fortificação, possívelmente um fortim, teria se constituído em importante foco de resistência contra as tropas portuguesas sob o comando do Coronel Inácio Luís Madeira de Melo (1775-1833), baseadas em Salvador.